# Edgar Noske
Edgar Noske (* 31. Januar 1957 in Leverkusen; † 29. Mai 2013) war ein deutscher Autor von historischen und Kriminalromanen.

## Leben und Werk
Edgar Noske legte 1977 in Wermelskirchen sein Abitur ab und machte zunächst bis 1979 eine Ausbildung zum Industriekaufmann in Köln. Von 1979 bis 1980 studierte er an der Universität zu Köln Italienisch, Geschichte und Philosophie. Das Studium wurde vom Zivildienst beendet, den er 1980/81 in Heidelberg ableistete. Das Studium nahm Noske danach nicht wieder auf, sondern war zunächst Aushilfskoch, später Hilfskrankenpfleger und schließlich Taxifahrer in Heilbronn. Zwischen 1982 und 1985 lebte er als Traktorenverkäufer in Algerien und Tunesien und war 1986/87 Inhaber eines Herrenausstattergeschäfts in Köln. Von 1988 bis 1991 war er erneut Vertreter und verkaufte nun Flutlicht- und Freileitungsmasten. Nach 1991 war er freier Autor und lebte im Rheinland und der Eifel.
Den ersten Kriminalroman Nacht über Nippes veröffentlichte Noske im Jahr 1994 im Emons Verlag. Es folgten weitere Krimis und später historische Romane, die vor allem im Rheinland, der Eifel und dem Bergischen Land spielen. Noske gehörte zu den bekannteren Autoren der Köln-Krimis, drei seiner im Mittelalter angesiedelten historischen Romane sind auch beim Goldmann Verlag erschienen, eines seiner Bücher liegt als Hörbuch vor. Er gehörte zu den Unterzeichnern des Heidelberger Appells.

## Schriften
- Nacht über Nippes, Emons, Köln 1994 (Köln-Krimi Classic 1) ISBN 3-924491-45-3.
- mit Klaus Mombrei: Über die Wupper, (Der Bergische Krimi 1) Emons, Köln 1995 ISBN 3-924491-60-7.
- Bitte ein Mord, Emons, Köln 1996 (Eifel-Krimi 1) ISBN 3-924491-76-3.
- Tote Rosen, Emons, Köln 1997 (Düsseldorf-Krimi 1) ISBN 3-924491-84-4.
- Rittermord, Emons, Köln 1997 ISBN 978-3-924491-65-9[1].
- Der Bastard von Berg, Emons, Köln 1998 ISBN 3-89705-123-0.
- Der Fall Hildegard von Bingen, Emons, Köln 1999 ISBN 3-89705-184-2.
- Lohengrins Grabgesang, Emons, Köln 2000 ISBN 3-89705-186-9.
- Mitten ins Herz, Emons, Köln 2001 (Der Bergische Krimi 7) ISBN 3-89705-216-4.
- Kölsches Roulette, Emons, Köln 2002 (Köln-Krimi Classic 6) ISBN 3-89705-244-X.
- Die Eifel ist kälter als der Tod, Emons, Köln 2003 ISBN 3-89705-305-5.
- Endstation Eifel, Emons, Köln 2004 ISBN 3-89705-356-X.
- Der sechste Tag, Emons, Köln 2005 ISBN 3-89705-394-2.
- Im Dunkel der Eifel, Emons, Köln 2007 (Eifel-Krimi) ISBN 978-3-89705-511-7.
- Himmel über Köln, Emons, Köln 2008 (Köln-Krimi Classic, 7) ISBN 978-3-89705-566-7.
- Letzte Ausfahrt Eifel, Emons, Köln 2009 (Eifel-Krimi) ISBN 978-3-89705-634-3.